# Miroslav Duda
Miroslav Duda (* 21. března 1964) je český podnikatel, právník a od roku 2020 prezident Asociace realitních kanceláří České republiky. V předchozím období opakovaně zvolen viceprezidentem této asociace. Za jeho působení byl přijat zákon o realitním zprostředkování (zák. č. 39/2020 Sb.), který významně zkultivoval český realitní trh.

## Život
Vychován byl v rodině zpěváka Karla Hály. Za přístup k sudetoněmecké otázce obdržel poděkování od prezidenta Václava Klause.
Během své kariéry byl poradcem řady ministrů vlád České republiky, následně místopředsedou komise pro nakládání s majetkem státu při Úřadu pro zastupování státu ve věcech majetkových. Ministerstvo dopravy ho jmenovalo jako odborníka v komisi týkající se problémů s výstavbou dálnice D47. Prošetřování vedlo k řadě sporů mezi státem a zhotovitelem, následně byl stát alespoň částečně úspěšný v arbitrážních řízeních.
V současné době působí také jako pedagog na katedře soukromoprávních disciplín Policejní akademie České republiky, vyučuje mimo jiné specializovaný předmět právní vztahy k nemovitostem a rodinné právo. Je autorem kapitoly o rodinném právu v Úvodu do studia občanského práva (Praha: Wolters Kluwer, 2018).